# Metamorfosgruppen
Metamorfosgruppen var en litterär grupp som bildades 1951 i Stockholm. 

## Medlemmar och betydelse
Bland gruppens medlemmar märktes Paul Andersson, Öyvind Fahlström, Birgitta Stenberg, Petter Bergman, Svante Foerster, Lasse Söderberg, Urban Torhamn, Björn Lundegård, Ingvar Orre och Janne Bergquist. 
Gruppen var 1952 initiativtagare till tidskriften Metamorfos  samt förlaget med samma namn. På förlaget utgavs bland annat Paul Anderssons diktsamling Elegi över en förlorad sommar samt Janne Bergquists novellsamling Mannen från tåget.
Genom sin romantiska inställning till droger fick Metamorfos stor betydelse för den intellektuella överbyggnaden kring främst amfetaminmissbruket. Medlemmarna, de flesta i 20-årsåldern, träffades på restaurang Tunneln, men även diktuppläsningar till jazzmusik på Nalen arrangerades. 
Vissa kritiker ironiserade över gruppens existentialism och drogromantik och kallade dem "metamorfinister". Gruppen splittrades i olika fraktioner, där inställningen till centralstimulantia blev en av de skiljande frågorna.